# Humactavlan

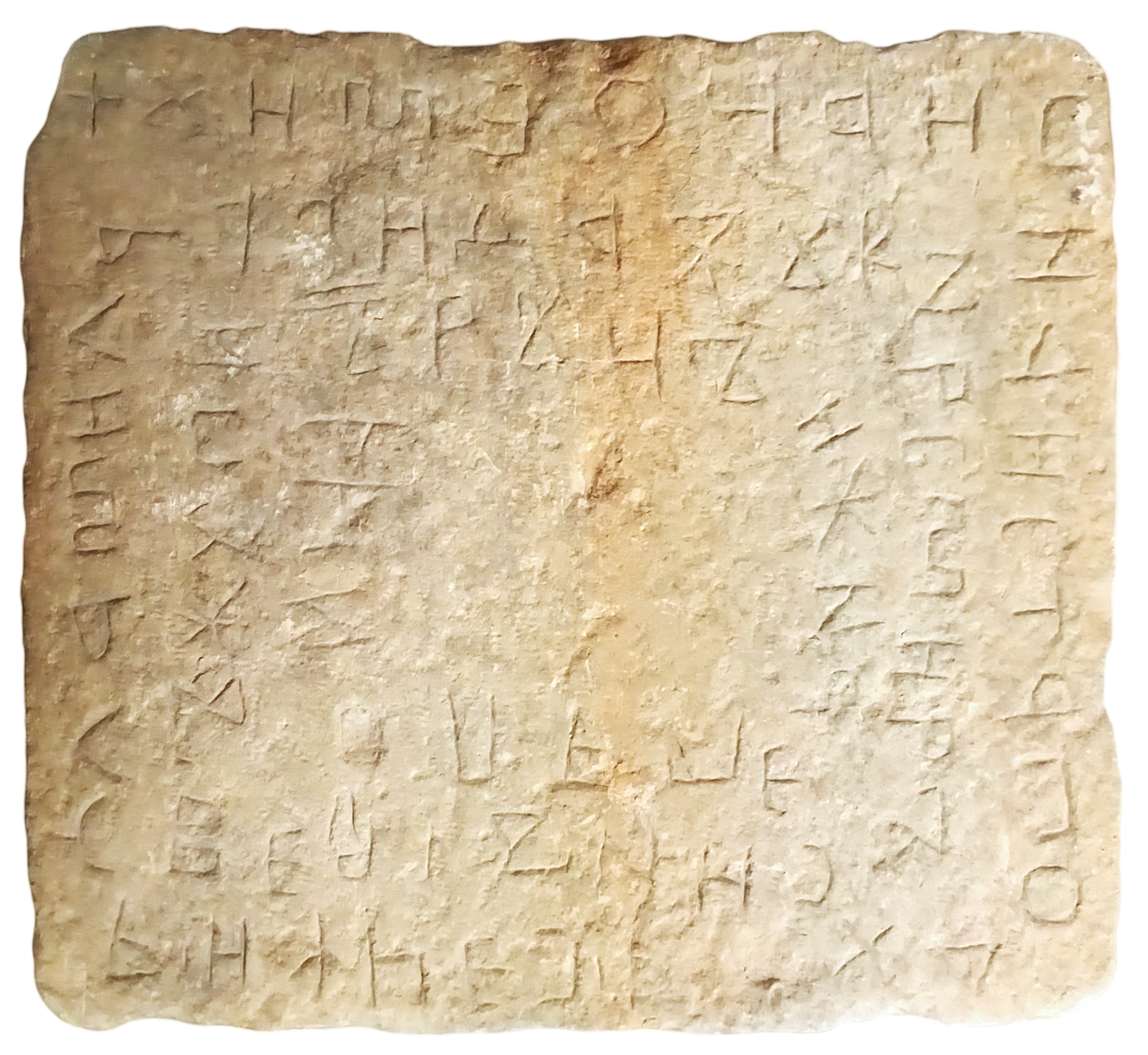
Humactavlan

Humactavlan (kroatiska och bosniska: Humačka ploča) är en av de äldsta skrivmonumenten i Bosnien och Hercegovina och dateras till 1000-talet eller 1100-talet. Tavlan påträffades i Humac i närheten av Ljubuški i regionen Hercegovina och innehåller en inscription på kyrilliska, likväl som ett fåtal glagolitiska boktstäver. Idag förvaras tavlan i ett museum i franciskanerklostret i Humac.
Stenen är 68 cm hög, 59 cm bred och 15 cm tjock och väger 124 kg.

## Inskriptionen
Inskriptionen har tolkats på flera olika sätt eftersom texten, vilken är på fornbosniska, är skadad på vissa ställen. Texten lyder exempelvis följande: U IME OCA I SINA I SVETOGA DUHA. OVO JE CRKVA ARKANĐELA MIHAILA, A ZIDAO JU JE KRESIMIR(?), SIN BRETOV(?), ŽUPI (?)RUC I NJEGOVA ŽENA PAVICA(?).
Översättning blir ungefär: I Faderns, Sonens och den Helige Andes namn. Detta är ärkeängel Mikaels kyrka, vilken restes av Kresimir(?), son till Bretov(?), i župa (?)ruc, och hans fru Pavica(?).